# Nesta Carter
Pour les articles homonymes, voir Carter.
Nesta Carter est un athlète jamaïcain spécialiste du sprint, né le 11 octobre 1985. Il est l'actuel codétenteur du record du monde du relais 4 × 100 m avec 36 s 84, performance établie aux côtés de Michael Frater, Usain Bolt et Yohan Blake le 11 août 2012 lors des Jeux olympiques d'été de 2012 à Londres. Le 3 juin 2016, le Jamaica Gleaner annonce sa positivité à la méthylhexanamine lors des Jeux olympiques de Pékin en 2008, ce qui entraîne la perte de son titre du relais 4 x 100 m. Le CIO lui retire ce titre le 25 janvier 2017.

## Carrière

### Découvert avec le 4 ×100m
Il se révèle durant la saison 2004 en terminant troisième du 100 m des Jeux de la CARIFTA juniors puis quatrième du 200 mètres des Championnats d'Amérique centrale et des Caraïbes juniors. Lors de cette même compétition, il remporte le titre du relais 4 × 100 m aux côtés de ses compatriotes jamaïcains. Sélectionné pour les Championnats du monde juniors de Grosseto, en Italie, Nesta Carter est éliminé en demi-finale du 200 m mais permet à son équipe de se qualifier pour la finale du relais 4 × 100 m. 
En 2006, le Jamaïcain descend pour la première fois de sa carrière sous les 21 secondes sur 200 m en signant le temps de 20 s 78 lors du meeting de Zürich.
Il participe à trois épreuves lors des Championnats du monde se déroulant fin août 2007 à Osaka. Éliminé en quart de finale du 100 m (10 s 23) puis en demi-finale du 200 m (20 s 28), il remporte le 1er septembre 2007 la médaille d'argent du relais 4 × 100 m aux côtés de Marvin Anderson, Usain Bolt et Asafa Powell. L'équipe de Jamaïque établit un nouveau record national en 37 s 89 et se classe derrière les États-Unis amenée notamment par Tyson Gay, vainqueur du 100 m et du 200 m lors de cette compétition.
Auteur de deux nouveaux records personnel sur 200 m en début de saison 2008 (20 s 38 puis 20 s 31), Nesta Carter devient le cinquième athlète jamaïcain à descendre sous la barrière des 10 secondes au 100 m en réalisant le temps de 9 s 98 lors du meeting DN Galan de Stockholm,, le 22 juillet 2008. Sélectionné dans l'équipe du relais 4 × 100 m lors des Jeux olympiques de Pékin, il permet à son équipe de se qualifier pour la finale en réalisant le deuxième temps de seize nations engagées (38 s 31). Le 22 août 2008, le relais jamaïcain composé de Nesta Carter, Michael Frater, Usain Bolt et Asafa Powell remporte initialement la finale olympique en 37 s 10, améliorant de trente centièmes de secondes le record du monde de la discipline détenue par l'équipe des États-Unis depuis l'année 1993. Ce record sera annulé en janvier 2017, avec la disqualification de Carter par le CIO.
Il participe aux derniers meetings européens de fin de saison et signe de nouveau le temps de 9 s 98 sur 100 m lors du meeting Athletissima de Lausanne où il terminera à la 3e place derrière Asafa Powell et Walter Dix. Il se classe deuxième du 100 m de la Finale mondiale de l'IAAF de Stuttgart, derrière son compatriote Asafa Powell.

### 2010, l'éclosion en individuel
Le 8 août 2010, Nesta Carter établit un nouveau record personnel sur 100 m en remportant le meeting de Nottwil, en Suisse, en 9 s 86 (+1,0 m/s). Il réalise la quatrième performance mondiale de l'année 2010. Le 27 août, lors du meeting Mémorial Van Damme de Bruxelles, le Jamaïcain se classe deuxième du 100 m derrière Tyson Gay avec le temps de 9 s 85 (+0,1 m/s). Sa performance le situe alors parmi les dix meilleurs « performeurs » de tous les temps sur 100 mètres. Deux jours plus tard, lors du Meeting de Rieti, Carter égale la meilleure performance de l'année de 9 s 78 détenue par Tyson Gay, et améliore ainsi de sept centièmes de secondes son récent record personnel. Il devient le quatrième sprinteur le plus rapide de tous les temps sur 100 mètres derrière Usain Bolt (9 s 58), Tyson Gay (9 s 69) et Asafa Powell (9 s 72).
Le 10 juillet 2011, il finit 2e derrière Asafa Powell (9 s 91) au meeting de Birmingham comptant pour la Ligue de diamant avec un temps de 9 s 93. Déconcentré par un faux départ d'Usain Bolt en finale des championnats du monde de Daegu, il assiste de loin au sacre de Yohan Blake terminant sa course dans le temps catastrophique de 10 s 95. En finale du relais 4 × 100 mètres avec la Jamaïque, il prend le départ d'une course qui mène les Jamaïcains au titre assorti d'un nouveau record du monde de la discipline en 37 s 04.

### 2012
Le 18 février, lors du meeting très relevé de Birmingham, il termine second en finale du 60 m en 6 s 49 (record personnel) derrière son compatriote Lerone Clarke (6 s 47, MPMA et record personnel) et devant son ami membre du même club (MVP) Asafa Powell (6 s 50, record personnel égalé). Lors de cette finale très dense, il devance également Trell Kimmons, l'ancien champion du monde Christophien Kim Collins et Michael Frater.
En août 2012, lors des Jeux olympiques de Londres, Nesta Carter remporte la médaille d'or du relais 4 × 100 m aux côtés de Michael Frater, Yohan Blake et Usain Bolt. L'équipe de Jamaïque s'impose en 36 s 84, devant les États-Unis et Trinité-et-Tobago, et améliore de 2/10e le record du monde de la discipline qui était déjà en sa possession depuis les Championnats du monde de 2011.

### 2013
Le 14 juillet 2013, l'agence antidopage jamaïcaine révèle qu'il fait partie de cinq athlètes contrôlés positifs lors des Championnats nationaux à Kingston, avec notamment Asafa Powell. Son nom sera ensuite retiré de cette liste.
Il termine 4e du 100 mètres des championnats de Jamaïque 2013 qualificatifs pour les championnats du monde 2013 mais est finalement sélectionné à la suite du forfait de Yohan Blake tenant du titre et blessé. Nesta Carter est une doublure de choix car il a signé la deuxième performance mondiale de l’année, derrière Usain Bolt, en 9 s 87, chrono réalisé le 13 juillet lors du meeting de Madrid. Lors de ces mondiaux, Nesta Carter remporte la médaille de bronze du 100 m en 9 s 95. Il conclut les championnats par un second titre mondial sur le relais 4 x 100 m.

### Disqualification pour dopage et carrière post-dopage
Le 3 juin 2016, le Jamaica Gleaner annonce sa positivité à la méthylhexanamine lors des Jeux olympiques Pékin en 2008, ce qui remet en cause son titre du relais 4 x 100 m. L'équipe est disqualifiée le 25 janvier 2017 par le Comité international olympique (CIO) à la suite de la réanalyse des échantillons.
En 2014, son meilleur temps est de 9 s 96 avec vent au maximum obtenu à Stockholm en août. En 2015, il réalise 9 s 98 lors des Championnats nationaux à Kingston. Il ne court pas en 2016 et uniquement en mai 2017 (10 s 27). Il revient sur les pistes en 2018 pour remporter le 100 m des Jeux d'Amérique centrale et des Caraïbes de Barranquilla en 10 s 07, son meilleur temps depuis 2015. Lors de ces championnats, il remporte également la médaille de bronze sur le relais 4 x 100 m, en 38 s 79.

## Palmarès
| Date | Compétition                              | Lieu             | Résultat | Épreuve   | Temps   |
| ---- | ---------------------------------------- | ---------------- | -------- | --------- | ------- |
| 2007 | Championnats du monde                    | Osaka            | 2e       | 4 × 100 m | 37 s 89 |
| 2008 | Jeux olympiques                          | Pékin            | —        | 4 × 100 m | DQ      |
| 2008 | Finale mondiale                          | Stuttgart        | 2e       | 100 m     | 10 s 07 |
| 2010 | Championnats du monde en salle           | Doha             | 6e       | 60 m      | 6 s 72  |
| 2010 | Ligue de diamant                         | Ligue de diamant | 3e       | 100 m     | détails |
| 2011 | Championnats du monde                    | Daegu            | 7e       | 100 m     | 10 s 95 |
| 2011 | Championnats du monde                    | Daegu            | 1er      | 4 × 100 m | 37 s 04 |
| 2011 | Ligue de diamant                         | Ligue de diamant | 3e       | 100 m     | détails |
| 2012 | Championnats du monde en salle           | Istanbul         | 2e       | 60 m      | 6 s 54  |
| 2012 | Jeux olympiques                          | Londres          | 1er      | 4 × 100 m | 36 s 84 |
| 2012 | Ligue de diamant                         | Ligue de diamant | 2e       | 100 m     | détails |
| 2013 | Championnats du monde                    | Moscou           | 3e       | 100 m     | 9 s 95  |
| 2013 | Championnats du monde                    | Moscou           | 1er      | 4 × 100 m | 37 s 36 |
| 2013 | Ligue de diamant                         | Ligue de diamant | 3e       | 100 m     | détails |
| 2014 | Championnats du monde en salle           | Sopot            | 7e       | 60 m      | 6 s 57  |
| 2014 | Relais mondiaux de l'IAAF                | Nassau           | 1er      | 4 × 100 m | 37 s 77 |
| 2014 | Coupe continentale                       | Marrakech        | 1re      | 4 × 100 m | 37 s 97 |
| 2014 | Ligue de diamant                         | Ligue de diamant | 3e       | 100 m     | détails |
| 2015 | Relais mondiaux de l'IAAF                | Nassau           | 2e       | 4 × 100 m | 37 s 68 |
| 2015 | Championnats du monde                    | Pékin            | 1er      | 4 × 100 m | 37 s 36 |
| 2018 | Coupe du monde                           | Londres          | 2e       | 4 x 100 m | 38 s 52 |
| 2018 | Jeux d'Amérique centrale et des Caraïbes | Barranquilla     | 1er      | 100 m     | 10 s 07 |
| 2018 | Jeux d'Amérique centrale et des Caraïbes | Barranquilla     | 3e       | 4 x 100 m | 38 s 79 |
| 2019 | Relais mondiaux                          | Yokohama         | 6e       | 4 x 100 m | 38 s 88 |

## Records
| Épreuve   | Temps        | Lieu       | Date            |
| --------- | ------------ | ---------- | --------------- |
| 60 m      | 6 s 49       | Birmingham | 18 février 2012 |
| 100 m     | 9 s 78       | Rieti      | 29 août 2010    |
| 200 m     | 20 s 31      | Kingston   | 29 juin 2008    |
| 4 × 100 m | 36 s 84 (NR) | Londres    | 11 août 2012    |